# جو سانغ جيوم
جو سانغ جيوم (مواليد 1926) هو ملاكم كوري جنوبي، مثّل بلاده في الألعاب الأولمبية الصيفية 1952.

## روابط خارجية
جو سانغ جيوم على موقع أوليمبيديا (الإنجليزية)